# Rotwildpark bei Stuttgart
Der Rotwildpark bei Stuttgart, auch als Rot- und Schwarzwildpark bekannt, ist ein Naturschutzgebiet (NSG) in Stuttgart.
Der Stuttgarter Stadtteil Wildpark ist 2001 aus der Gemarkung „Rot- und Schwarzwildpark“ hervorgegangen. Das Gebiet wurde bis 1961 über den Bahnhaltepunkt Wildpark touristisch erschlossen.

## Geschichte
Der Park wurde 1815 unter König Friedrich I. angelegt und mit 568 Stück Rot- sowie 138 Stück Damwild bestückt. Den Bürgern waren gegen Bezahlung zunächst nur ausgewiesene Wege zugänglich. Die Sperren fielen erst mit der Novemberrevolution im Jahr 1918. Man findet im bis zu 400 Jahre alten Baumbestand des Parks die Elsbeere und den seltenen Speierling. Tafeln eines Waldlehrpfads geben Interessierten näheren Aufschluss. Der wertvolle Baumbestand umfasst insgesamt mehr als 4800 Bäume mit einem Brusthöhendurchmesser von über 80 Zentimetern.

## Naturschutzgebiet

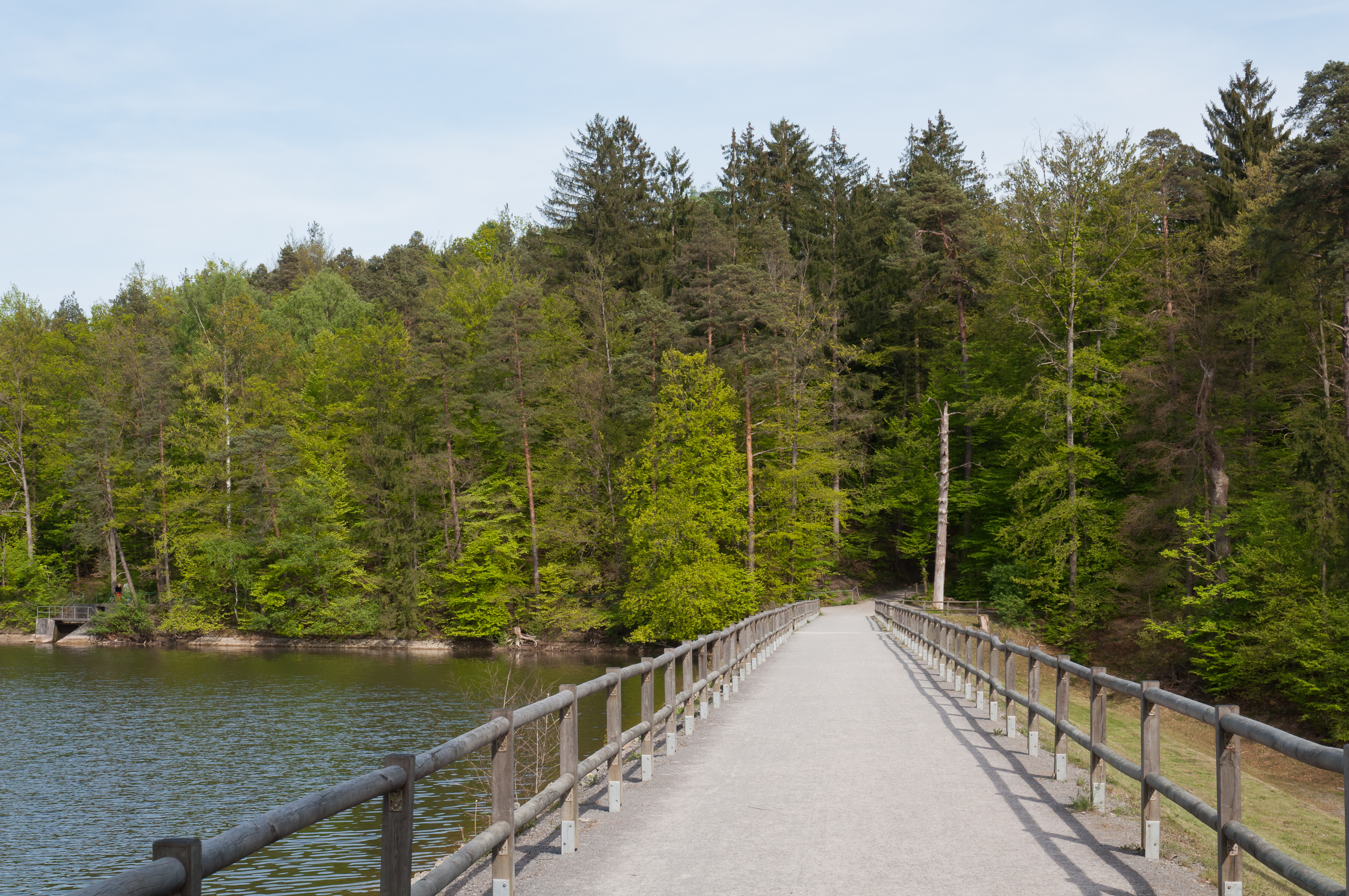
Damm des künstlich angelegten Neuen Sees

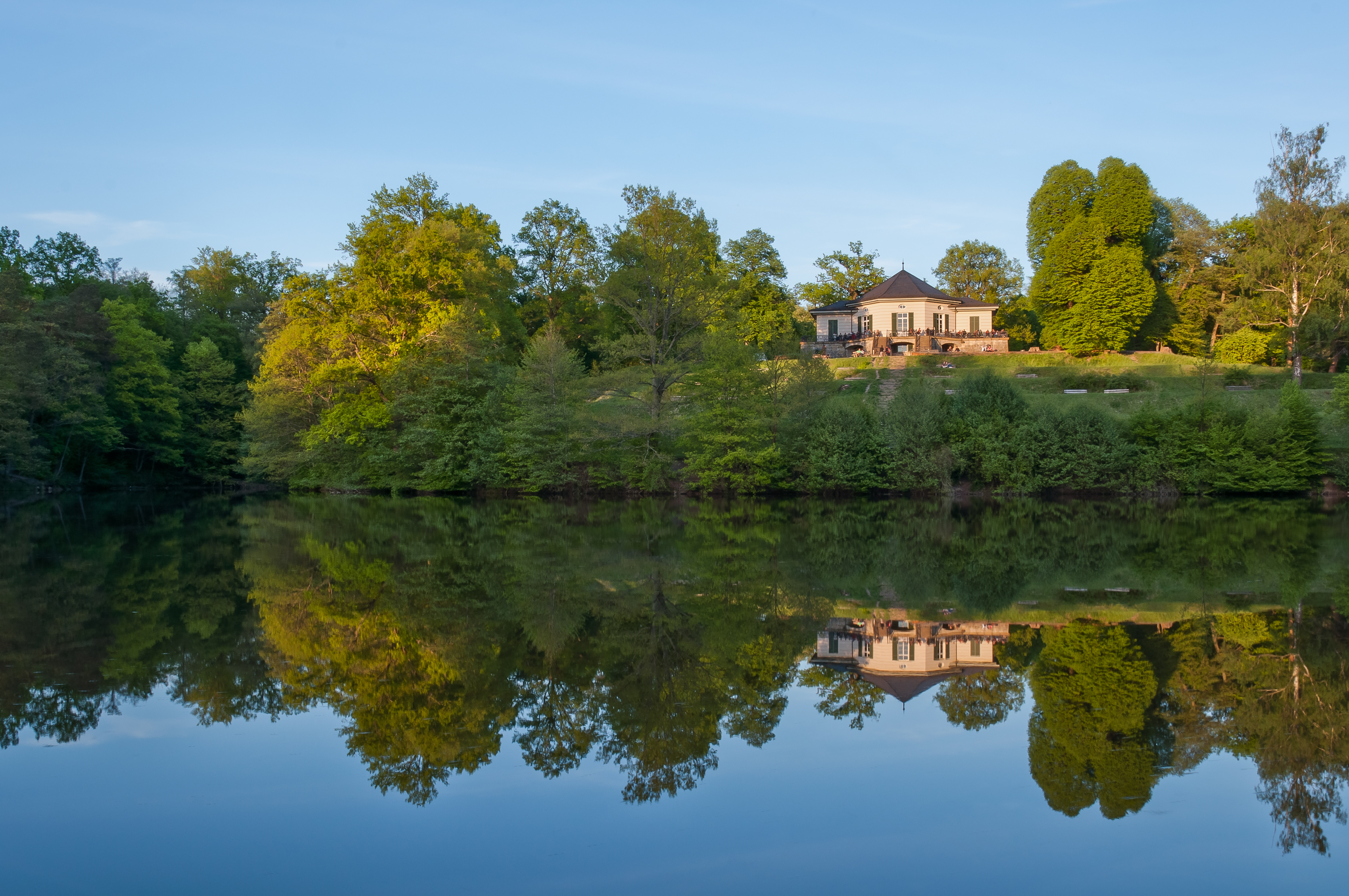
Bärenschlössle und Bärensee

Das im Westen der Stadt liegende Schutzgebiet wurde am 22. Juni 1939 mit einer Größe von 518,5 Hektar ins Reichsnaturschutzbuch eingetragen. 1958 wurde die Fläche mit Teilen des Schwarzwildparks und des Pfaffenwaldes an der Nordost- und Südseite auf die heutige Größe von 830,5 Hektar erweitert. Das überwiegend bewaldete Gebiet wurde früher als Hutewald genutzt. Heute wird der Wald forstwirtschaftlich genutzt und dient als Naherholungsgebiet.
Das Naturschutzgebiet ist Teil des FFH-Gebiets Nr. 7220–311 Glemswald und Stuttgarter Bucht. Unmittelbar im Süden grenzt das Naturschutzgebiet Büsnauer Wiesental an.
Im Naturschutzgebiet befinden sich unter anderem die drei künstlich angelegten Parkseen, das Römische Haus und das Bärenschlössle.

## Stadtteil
Verwaltungstechnisch war der Rot- und Schwarzwildpark eine Gemarkung des Orts Botnang, welcher 1922 nach Stuttgart eingemeindet wurde. 1939 erfolgte die Zuordnung zum inneren Stadtgebiet, 1956 dann zum Stadtbezirk Stuttgart-West. Bis ins Jahr 2000 wurde die Gemarkung als sonstiger Wohnplatz eingeordnet, zum 1. Januar 2001 wurde der Rot- und Schwarzwildpark umbenannt zu Wildpark und zu einem Stadtteil innerhalb des Stadtbezirks Stuttgart-West erhoben.